# Кумба (язык)
Кумба (также исаро, сате, йофо; англ. kumba, isaro, sate, yofo) — адамава-убангийский язык, распространённый в восточных районах Нигерии, язык народа кумба. Входит в состав ветви леко-нимбари подсемьи адамава.
Численность носителей — 3420 человек (2000). Язык бесписьменный.

## Классификация
Согласно классификациям, представленным в справочнике языков мира Ethnologue и в «Большой российской энциклопедии», язык кумба вместе с языками генгле, мумуйе, пангсенг, ранг, теме и вака входит в состав подгруппы мумуйе группы мумуйе-янданг ветви леко-нимбари подсемьи адамава адамава-убангийской семьи.
В классификации Р. Бленча язык кумба (сате, йофо) вместе с языками йенданг, йотти, вака, бали, кпасам, теме и кугама-генгле (с вариантами кугама и генгле) образуют группу янданг (в терминологии Р. Бленча — йенданг), которая включена в состав языковой ветви мумуйе-йенданг подсемьи адамава адамава-убангийской семьи. Наиболее близок языку кумба в этой классификации язык кугама-генгле.
В классификации А. В. Ляхович и А. Ю. Желтова, опубликованной в базе данных по языкам мира Glottolog, язык кумба не включается ни в подгруппу мумуйе, ни в подгруппу янданг. Как самостоятельная ветвь язык кумба вместе с указанными подгруппами и с языком генгле-кугама образуют группу мумуйе-янданг, которая последовательно включается в следующие языковые объединения: центрально-адамавские языки, камерунско-убангийские языки и северные вольта-конголезские языки. Последние вместе с языками бенуэ-конго, кру, ква вольта-конго и другими образуют объединение вольта-конголезских языков.
По общепринятой ранее классификации Дж. Гринберга 1955 года, язык кумба включается в одну из 14 подгрупп группы адамава адамава-убангийской семьи вместе с языкамии мумуйе, генгле, теме, уака, йенданг и зинна.

## Лингвогеография

### Ареал и численность
Область распространения языка кумба размещена на востоке Нигерии в западной части территории штата Адамава — в районах Майо-Белва и Фуфоре.
С севера и востока ареал языка кумба граничит с областью распространения диалекта адамава северноатлантического языка фула. С запада и юга к ареалу языка кумба примыкает ареал близкородственного адамава-убангийского языка йенданг.
Согласно сведениям, представленным в справочнике языков мира Ethnologue, численность носителей языка кумба к 2000 году составляла порядка 3420 человек. По современным оценкам сайта Joshua Project численность говорящих на языке кумба составляет 5700 человек (2017).

### Социолингвистические сведения
Несмотря на сравнительно небольшое число носителей, язык кумба, согласно градации степеней сохранности, предложенной на сайте Ethnologue, относится к так называемым стабильным, или устойчивым, языкам. Стабильное положение данного языка определяется использованием его в бытовом общении представителями всех поколений народа кумба, включая детей. Как второй язык кумба распространён среди соседних близкородственных этнических групп, им владеют носители адамава-убангийских языков кугама, ньонг и теме. Помимо родного языка носители кумба также говорят на широко распространённых в северо-восточном регионе Нигерии языках фула (нигерийский фульфульде) и хауса. Стандартной формы у языка кумба нет. Представители этнической группы кумба в основном придерживаются традиционных верований (65 %), часть из них исповедует христианство (25 %) и ислам (10 %).